# Bujurquina omagua
Bujurquina omagua — вид прісноводних риб родини цихлових. Описаний у 2023 році.

## Назва
Вид названо на честь народу омагуа, який на момент першого контакту з європейцями в 16 столітті був домінуючим народом уздовж берегів річки Амазонки вгору за течією від гирла Ріу-Негру.

## Поширення
Ендемік Перу. Мешкає у верхів'ї Амазонки.

## Опис
Риба завдовжки до 9,9 см.